# Daumants Dreiškens
Daumants Dreiškens est un bobeur letton né le 28 mars 1984 à Gulbene. Il a remporté avec Oskars Melbārdis, Jānis Strenga et Arvis Vilkaste la médaille d'argent de l'épreuve du bob à quatre aux Jeux olympiques de 2014, à Sotchi, en Russie. Le 22 avril 2014, il est fait officier de l'Ordre des Trois Étoiles de Lettonie.

## Palmarès

### Jeux Olympiques
- : médaillé d'or en bob à 4 aux Jeux olympiques de 2014.
- : médaillé de bronze en bob à 2 aux Jeux olympiques de 2014.

### Championnats monde
- : médaillé d'or en bob à 4 aux championnats monde de 2016.
- : médaillé d'argent en bob à 2 aux championnats monde de 2015.
- : médaillé de bronze en bob à 4 aux championnats monde de 2009 et 2015.

### Coupe du monde
- 45 podiums  : 
  - en bob à 2 : 2 victoires, 9 deuxièmes places et 3 troisièmes places.
  - en bob à 4 : 13 victoires, 8 deuxièmes places et 10 troisièmes places.

#### Détails des victoires en Coupe du monde
| Édition   | Bob à 2              | Bob à 4                                    |
| 2007-2008 |                      | Cesana Torinese Saint-Moritz               |
| 2008-2009 |                      | Whistler                                   |
| 2010-2011 |                      | Saint-Moritz                               |
| 2012-2013 |                      | Sotchi                                     |
| 2013-2014 |                      | Saint-Moritz Igls                          |
| 2014-2015 | Calgary Saint-Moritz | Calgary Saint-Moritz La Plagne Igls Sotchi |
| 2016-2017 |                      | Igls                                       |